# Relación de senos de Abbe
La relación de los senos de Abbe es una condición que deben cumplir las lentes u otros sistemas ópticos para poder producir imágenes definidas de objetos tanto en el eje óptico como fuera. Fue formulada por Ernst Abbe en el campo de los microscopios.
La condición matemática es:
{\displaystyle {\frac {\sin u'}{\sin U'}}={\frac {\sin u}{\sin U}}}
donde u y U son los ángulos (relativos al eje óptico) de dos rayos de luz cualesquiera que parten de un objeto; u’ y U’ son los ángulos de los mismos rayos cuando llegan al plano de la imagen. Por ejemplo, (u,u’) podrían representar un rayo paraxial (casi paralelo al eje óptico), y (U,U’') un rayo marginal (un rayo con el mayor ángulo permitido por la abertura del sistema); sin embargo, la condición es general, y no es solamente aplicable a dichos rayos.
En palabras, el seno del ángulo de salida debe ser proporcional al seno del ángulo de incidencia.

## El aumento y la relación de los senos de Abbe
El significado de la relación de senos de Abbe se puede explicar fácilmente en el marco de la óptica de Fourier. Sea un objeto en el plano del objeto de un sistema óptico que tenga una función de transmitancia de la forma,  T(xo,yo).  Podemos expresar esta función en términos de su Transformada de Fourier como
{\displaystyle T(x_{o},y_{o})=\iint T(k_{x},k_{y})~e^{j(k_{x}x_{o}+k_{y}y_{o})}~dk_{x}\,dk_{y}.}
Asumamos ahora por simplicidad que el sistema no tiene distorsión, de manera que la relación entre las coordenadas del plano de la imagen y las del plano del objeto es lineal, de la siguiente manera:
{\displaystyle x_{i}=Mx_{o}\,}
{\displaystyle y_{i}=My_{o}\,}
donde M es el aumento del sistema.  Reescribamos ahora la transmitancia del plano del objeto dada arriba en una forma ligeramente diferente:
{\displaystyle T(x_{o},y_{o})=\iint T(k_{x},k_{y})~e^{j((k_{x}/M)(Mx_{o})+(k_{y}/M)(My_{o}))}~dk_{x}\,dk_{y}}
Simplemente se han multiplicado y dividido los diversos términos en el exponente por M, el aumento del sistema.  Ahora podemos escribir las ecuaciones precedentes, que estaban dadas en coordenadas del plano imagen, en coordenadas del plano del objeto, para obtener,
{\displaystyle T(x_{i},y_{i})=\iint T(k_{x},k_{y})~e^{j((k_{x}/M)x_{i}+(k_{y}/M)y_{i})}~dk_{x}\,dk_{y}}
en este punto podemos proponer otra transformación de coordenadas (esto es, la relación de senos de Abbe) relacionando los números de onda del plano del objeto con los números de onda del plano de la imagen:
{\displaystyle k_{x}^{i}={\frac {k_{x}}{M}}}
{\displaystyle k_{y}^{i}={\frac {k_{y}}{M}}}
Así se obtiene la ecuación final para el plano de la imagen en términos de coordenadas y números de onda del plano de la imagen:
{\displaystyle T(x_{i},y_{i})=M^{2}\iint T(Mk_{x}^{i},Mk_{y}^{i})~e^{j(k_{x}^{i}x_{i}+k_{y}^{i}y_{i})}dk_{x}^{i}\,dk_{y}^{i}}
Por óptica de Fourier, sabemos que los números de onda pueden expresarse en coordenadas esféricas como:
{\displaystyle k_{x}=k\sin \theta \cos \varphi \,}
{\displaystyle k_{y}=k\sin \theta \sin \varphi \,}
Si consideramos una componente espectral para la que {\displaystyle \phi =0}, entonces el cambio de coordenadas entre los números de onda en los planos de la imagen y el objeto toma la forma:
{\displaystyle k^{i}\sin \theta ^{i}=k{\frac {\sin \theta }{M}}.}
Ésta es otra manera de escribir la relación de senos de Abbe,  que refleja sencillamente el principio de indeterminación de Heisenberg para pares de transformadas de Fourier. En efecto, a medida que la extensión espacial de una función cualquiera aumenta (por el factor de aumento, M), la extensión espectral se contrae el mismo factor M, de manera que el producto espacio-ancho de banda  permanece constante.
- Datos: Q306243